# Conoderus falli
Conoderus falli är en skalbaggsart som beskrevs av Lane. Conoderus falli ingår i släktet Conoderus och familjen knäppare. Inga underarter finns listade i Catalogue of Life.